# Lista episoadelor din Cățelul blogger
Aceasta este o listă a episoadelor desenului animat Cățelul blogger, creat de Disney Channel.

## Tabelul episoadelor
| Sezon | Sezon | Episoade | Difuzare originală | Difuzare originală | Difuzare România | Difuzare România  |
| Sezon | Sezon | Episoade | Primul episod      | Ultimul episod     | Primul episod    | Ultimul episod    |
| ----- | ----- | -------- | ------------------ | ------------------ | ---------------- | ----------------- |
|       | 1     | 22       | 12 octombrie 2012  | 25 august 2013     | 6 aprilie 2013   | 28 decembrie 2013 |
|       | 2     | 24       | 20 septembrie 2013 | 12 septembrie 2014 | 11 ianuarie 2014 | 8 martie 2015     |
|       | 3     | 23       | 26 septembrie 2014 | 25 septembrie 2015 | 12 aprilie 2015  | 3 aprilie 2016    |

## Lista episodealor

### Sezonul 1 (2012-13)
| # (serial) | # (sezon) | Titlu                                                  | Regizat de       | Scris de                          | Premieră originală | Premieră în România | Cod |
| ---------- | --------- | ------------------------------------------------------ | ---------------- | --------------------------------- | ------------------ | ------------------- | --- |
| 1          | 1         | „Stan al casei” „Stan of the House”                    | Neal Israel      | Philip Stark și Michael B. Kaplan | 12 octombrie 2012  | 6 aprilie 2013      | 101 |
| 2          | 2         | „Un șofer neobișnuit” „The Fast and the Furriest”      | Neal Israel      | Michael B. Kaplan                 | 4 noiembrie 2012   | 13 aprilie 2013     | 102 |
| 3          | 3         | „Întâlnirea mascotelor” „Dog With a Hog”               | Neal Israel      | Judd Pillot                       | 11 noiembrie 2012  | 20 aprilie 2013     | 103 |
| 4          | 4         | „Stan, mână-dreaptă” „Wingstan”                        | Neal Israel      | Richard Gurman                    | 18 noiembrie 2012  | 27 aprilie 2013     | 106 |
| 5          | 5         | „Stan stăpânul tărâmului” „World of Woofcraft”         | Shelley Jensen   | Steve Jarczak și Shawn Thomas     | 25 noiembrie 2012  | 4 mai 2013          | 108 |
| 6          | 6         | „Un Crăciun special” „Bark! The Herald Angels Sing”    | Neal Israel      | John Peaselee                     | 2 decembrie 2012   | 31 octombrie 2013   | 104 |
| 7          | 7         | „Stan și papagalul neprietenos” „The Parrot Trap”      | Shelley Jensen   | Alison Brown                      | 13 ianuarie 2013   | 11 mai 2013         | 109 |
| 8          | 8         | „Secretul lui Stan” „The Bone Identity”                | Neal Israel      | Jim Hope                          | 27 ianuarie 2013   | 1 iunie 2013        | 105 |
| 9          | 9         | „Stan nu mai vorbește” „Stan Stops Talking”            | Shelley Jensen   | John Peaselee                     | 17 februarie 2013  | 22 iunie 2013       | 115 |
| 10         | 10        | „Stan și responsabilitatea” „Dog Loses Girl”           | Neal Israel      | Chad Gervich                      | 24 februarie 2013  | 10 august 2013      | 107 |
| 11         | 11        | „Stan paza bună” „Stan-ing Guard”                      | Shelley Jensen   | Michael B. Kaplan                 | 24 martie 2013     | 11 octombrie 2013   | 110 |
| 12         | 12        | „Falsul Fido” „Freaky Fido”                            | Neal Israel      | Judd Pillott                      | 7 aprilie 2013     | 17 august 2013      | 111 |
| 13         | 13        | „Ghici cine e majoretă” „Guess Who's a Cheerleader”    | Shelly Jensen    | Richard Gurman                    | 28 aprilie 2013    | 7 septembrie 2013   | 112 |
| 14         | 14        | „Artă buclucașă” „Crimes of the Art”                   | Shelly Jensen    |                                   | 5 mai 2013         | 12 octombrie 2013   | 118 |
| 15         | 15        | „Avery se îndrăgostește” „Avery's First Crush”         | Neal Israel      |                                   | 12 mai 2013        | 14 septembrie 2013  | 113 |
| 16         | 16        | „Vacanță cu responsabilități” „The Truck Stops Here”   | Rich Correll     |                                   | 9 iunie 2013       | 5 octombrie 2013    | 114 |
| 17         | 17        | „Prima despărțire a lui Avery” „Avery's First Breakup” | David Kendall    |                                   | 23 iunie 2013      | 2 noiembrie 2013    | 122 |
| 18         | 18        | „Un bebe nou?” „A New Baby?”                           | Shelly Jensen    | Alison Brown                      | 14 iulie 2013      | 15 noiembrie 2013   | 116 |
| 19         | 19        | „Stan vorbește cu bunica” „Stan Talks to Gran”         | Joel Zwick       |                                   | 21 iulie 2013      | 30 noiembrie 2013   | 119 |
| 20         | 20        | „Petrecerea interzisă” „Avery's Wild Party”            | Eric Dean Seaton |                                   | 28 iulie 2013      | 7 decembrie 2013    | 121 |
| 21         | 21        | „Postări periculoase” „My Parents Posted What?!”       | David Kendall    | Michael B. Kaplan                 | 11 august 2013     | 14 decembrie 2013   | 120 |
| 22         | 22        | „Stan și vechiul lui stăpân” „Stan's Old Owner”        | Shelly Jensen    |                                   | 25 august 2013     | 28 decembrie 2013   | 117 |

### Sezonul 2 (2013-14)
| # (serial) | # (sezon) | Titlu                                                                     | Regizat de         | Scris de                     | Premieră originală | Premieră în România | Cod |
| ---------- | --------- | ------------------------------------------------------------------------- | ------------------ | ---------------------------- | ------------------ | ------------------- | --- |
| 23         | 1         | „Prea scurt,prea scundă” „Too Short”                                      | Shelley Jensen     | Michael B. Kaplan            | 20 septembrie 2013 | 11 ianuarie 2014    | 201 |
| 24         | 2         | „Fata bună,fata rea” „Good Girl Gone Bad”                                 | Shelley Jensen     | Richard Gurman               | 27 septembrie 2013 | 18 ianuarie 2014    | 202 |
| 25         | 3         | „Hamloween” „Howloween”                                                   | Shelley Jensen     | Steve Jarczak & Shawn Thomas | 4 octombrie 2013   | 25 ianuarie 2014    | 203 |
| 26         | 4         | „Moștenirea lui Stan” „Stan Makes His Mark”                               | Shelley Jensen     | Jim Hope                     | 11 octombrie 2013  | 1 februarie 2014    | 204 |
| 27         | 5         | „O bestie de prieten” „Tyler Gets a Grillfriend”                          |                    |                              | 1 noiembrie 2013   | 8 februarie 2014    | 205 |
| 28         | 6         | „Intrusul vecin” „Don't Karl Us, We'll Karl You”                          | Shelley Jensen     | Judd Pillott                 | 22 noiembrie 2013  | 29 martie 2014      | 206 |
| 29         | 7         | „Crăciun în familie” „Twas the Fight Before Christmas”                    | Victor Gonzalez    | Richard Day                  | 6 decembrie 2013   | 13 aprilie 2014     | 207 |
| 30         | 8         | „Dragoste în spaniolă” „Lost in Stanslation”                              | Shelley Jensen     | Greg Lisbe                   | 10 ianuarie 2014   | 26 aprilie 2014     | 208 |
| 31         | 9         | „O stradă cu două sensuri” „Avery B. Jealous”                             | Victor Gonzalez    | Alison Brown                 | 24 ianuarie 2014   | 12 aprilie 2014     | 209 |
| 32         | 10        | „Triunghiul amoros” „Love Ty-Angle”                                       | Neal Israel        | Chad Gervich                 | 21 februarie 2014  | 7 iunie 2014        | 211 |
| 33         | 11        | „Dispariția lui Stan” „Stan Runs Away”                                    | Shelley Jensen     | Michael B. Kaplan            | 28 februarie 2014  | 28 iunie 2014       | 213 |
| 34         | 12        | „O vreau pe Nikki înapoi!” „I Want My Nikki Back, Nikki Back, Nikki Back” | Shelley Jensen     | Jim Hope                     | 7 martie 2014      | 14 iunie 2014       | 212 |
| 35         | 13        | „Toată lumea dansează!” „Avery-body Dance Now”                            | Roger Christiansen | Richard Day                  | 21 martie 2014     | 13 septembrie 2014  | 215 |
| 36         | 14        | „Monstrul cu ochii verzi” „The Green-Eyed Monster”                        | Sean Mulcahy       | Greg Lisbe                   | 4 aprilie 2014     | 20 septembrie 2014  | 218 |
| 37         | 15        | „Cine dresează pe cine” „Who's Training Who?”                             | Victor Gonzalez    | Richard Gurman               | 11 aprilie 2014    | 21 iunie 2014       |     |
| 38         | 16        | „Dragoste și sacrificii” „Love, Loss and a Beanbag Toss”                  | Shelley Jensen     | Alison Brown                 | 16 mai 2014        | 27 septembrie 2014  | 219 |
| 39         | 17        | „Cum ne-am cunoscut” „How I Met You Brother and Sister”                   | Bruce Leddy        | Natasha Gray                 | 13 iunie 2014      | 4 octombrie 2014    | 217 |
| 40         | 18        | „Cântec pentru camionul cu mâncare” „Will Sing for Food Truck”            | Shelley Jensen     | Steve Jarczak & Shawn Thomas | 20 iunie 2014      | 11 octombrie 2014   | 216 |
| 41         | 19        | „Blocată în mașină cu tine” „Stuck in the Mini with You”                  | Bruce Leddy        | Amy Pittman                  | 18 iulie 2014      | 18 octombrie 2014   | 214 |
| 42         | 20        | „Oamenii Pod din Pasadena” „Pod People from Pasadena”                     | Sean Mulcahy       | Jay Dyer                     | 25 iulie 2014      | 25 octombrie 2014   | 220 |
| 43         | 21        | „Câinele nu merită efortul” „The Mutt and the Mogul”                      | Roger Christiansen | Steve Jarczak & Shawn Thomas | 1 august 2014      | 15 februarie 2015   | 221 |
| 44         | 22        | „Stan merge la școală” „Stan Gets Schooled”                               | Rob Schiller       | Amy Pittman                  | 15 august 2014     | 1 martie 2015       | 223 |
| 45         | 23        | „Karl află secretul lui Stan” „Karl Finds Out Stan's Secret”              | Alex Zamm          | Jim Hope                     | 22 august 2014     | 22 februarie 2015   | 222 |
| 46         | 24        | „Copiii află de blogul lui Stan” „The Kids Find Out Stan Blogs”           | Sean Mulcahy       | Michael B. Kaplan            | 12 septembrie 2014 | 8 martie 2015       | 224 |

### Sezonul 3 (2014-15)
| # (serial) | # (sezon) | Titlu                                                               | Regizat de                                      | Scris de                                         | Premieră originală | Premieră în România | Cod     |
| ---------- | --------- | ------------------------------------------------------------------- | ----------------------------------------------- | ------------------------------------------------ | ------------------ | ------------------- | ------- |
| 47         | 1         | „Ghici cine este exmatriculat” „Guess Who Gets Expelled?”           | Shelley Jensen                                  | Michael B. Kaplan                                | 26 septembrie 2014 | 12 aprilie 2015     | 301     |
| 48         | 2         | „Halloween 2:Socoteala finală” „Howloween 2: the Final Reckoning”   | Shelley Jensen                                  | Jim Hope                                         | 2 octombrie 2014   | 19 aprilie 2015     | 302     |
| 49         | 3         | „Avery îl meditează pe Tyler” „Avery Schools Tyler”                 | Joel Zwick                                      | Harry Hannigan                                   | 17 octombrie 2014  | 26 aprilie 2015     | 303     |
| 50         | 4         | „Stan se îndrăgostește” „Stan Falls In Love”                        | Shelley Jensen                                  | Steve Jarczak & Shawn Thomas                     | 21 noiembrie 2014  | 3 mai 2015          | 304     |
| 51         | 5         | „Avery contra profesor” „Avery vs. Teacher”                         | Shelley Jensen                                  | Debby Wolfe                                      | 28 noiembrie 2014  | 10 mai 2015         | 305     |
| 52         | 6         | „Stan fură Crăciunul” „Stan Steals Christmas”                       | Shelley Jensen                                  | Amy Pittman                                      | 5 decembrie 2014   | 17 mai 2015         | 306     |
| 53         | 7         | „Avery o repară pe Max” „Avery Makes Over Max”                      | Shelley Jensen                                  | Jessica Kaminsky                                 | 9 ianuarie 2015    | 24 mai 2015         | 307     |
| 54         | 8         | „Avery visează că îl sărută pe Karl” „Avery Dreams of Kissing Karl” | Shelley Jensen                                  | Michael B. Kaplan                                | 16 ianuarie 2015   | 31 mai 2015         | 308     |
| 55         | 9         | „Câinele pe podium” „Dog on a Catwalk”                              | Shelley Jensen                                  | Jim Hope                                         | 6 februarie 2015   | 7 iunie 2015        | 309     |
| 56         | 10        | „Ghici cine a trișat” „Guess Who's a Cheater”                       | Joel Zwick                                      | Debby Wolfe                                      | 20 februarie 2015  | 14 iunie 2015       | 310     |
| 57         | 11        | „Noul prieten al lui Stan” „Stan's New BFF”                         | Jody Margolin Hahn                              | Steve Jarczack și Shawn Thomas                   | 6 martie 2015      | 10 ianuarie 2016    | 311     |
| 58         | 12        | „Stan vorbește în somn” „Stan Sleep Talks”                          | David Kendall                                   | Harry Hannigan                                   | 26 martie 2015     | 17 ianuarie 2016    | 313     |
| 59         | 13        | „Stan se căsătorește” „Stan Gets Married”                           | Rob Schiller                                    | Jessica Kaminsky                                 | 17 aprilie 2015    | 24 ianuarie 2016    | 312     |
| 60         | 14        | „Ghici cine devine președinte” „Guess Who Becomes President?”       | Shelley Jensen                                  | Loni Steele Sothand                              | 24 aprilie 2015    | 31 ianuarie 2016    | 314     |
| 61         | 15        | „Stan devine tată” „Stan Has Puppies”                               | Victor Gonzalez (partea 1) Alex Zamm (partea 2) | Michael B. Kaplan (partea 1) Jim Hope (partea 2) | 8 mai 2015         | 7 februarie 2016    | 315/316 |
| 62         | 16        | „De acum nu mai ești sora mea” „You're Not My Sister Anymore”       | Joel Zwick                                      | Jessica Kaminsky                                 | 12 iunie 2015      | 14 februarie 2016   | 317     |
| 63         | 17        | „Cățelușa vorbește” „The Puppies Talk”                              | Joel Zwick                                      | Steve Jarczak și Shawn Thomas                    | 19 iunie 2015      | 21 februarie 2016   | 318     |
| 64         | 18        | „Ghici cine e iubita lui Karl” „Guess Who's Dating Karl”            | Jody Margolin Hahn                              | Harry Hannigan                                   | 17 iulie 2015      | 28 februarie 2016   | 320     |
| 65         | 19        | „Crima rochiei ornamentale” „Murder of the Ornamental Dress”        | Joel Zwick                                      | Kevin Engelking și Sarah Jeanne Terry            | 24 iulie 2015      | 6 martie 2016       | 319     |
| 66         | 20        | „Stan salvează Prințesa” „Stan Rescues His Princess”                | Regan Burns                                     | Debby Wolfe                                      | 7 august 2015      | 13 martie 2016      | 321     |
| 67         | 21        | „Pisica bloggeriță” „Cat with a Blog”                               | Jonathan Judge                                  | Amy Pittman                                      | 21 august 2015     | 20 martie 2016      | 322     |
| 68         | 22        | „Avery începe să conducă” „Avery Starts Driving”                    | Jonathan Judge                                  | Jim Hope                                         | 18 septembrie 2015 | 27 martie 2016      | 323     |
| 69         | 23        | „Secretul lui Stan iese la iveală” „Stan's Secret Is Out”           | Shelley Jensen                                  | Michael B. Kaplan                                | 25 septembrie 2015 | 3 aprilie 2016      | 324     |